# Magny (Eure-et-Loir)
Magny ist eine französische Gemeinde mit 652 Einwohnern (Stand: 1. Januar 2022) im Département Eure-et-Loir in der Region Centre-Val de Loire. Die Gemeinde gehört zum Arrondissement Chartres und zum Kanton Illiers-Combray. 

## Geographie
Magny liegt etwa 23 Kilometer südwestlich von Chartres am Flüsschen Vallée de Paray. Umgeben wird Magny von den Nachbargemeinden Marchéville im Norden, Ollé im Nordosten, Bailleau-le-Pin im Osten und Nordosten, Blandainville im Süden und Südosten, Illiers-Combray im Süden und Südwesten sowie Les Châtelliers-Notre-Dame im Westen und Südwesten.

## Bevölkerung
| Bevölkerungsentwicklung   | Bevölkerungsentwicklung | Bevölkerungsentwicklung | Bevölkerungsentwicklung | Bevölkerungsentwicklung | Bevölkerungsentwicklung | Bevölkerungsentwicklung | Bevölkerungsentwicklung | Bevölkerungsentwicklung | Bevölkerungsentwicklung | Bevölkerungsentwicklung | Bevölkerungsentwicklung | Bevölkerungsentwicklung |
| ------------------------- | ----------------------- | ----------------------- | ----------------------- | ----------------------- | ----------------------- | ----------------------- | ----------------------- | ----------------------- | ----------------------- | ----------------------- | ----------------------- | ----------------------- |
| Jahr                      | 1793                    | 1856                    | 1901                    | 1954                    | 1962                    | 1968                    | 1975                    | 1982                    | 1990                    | 1999                    | 2006                    | 2013                    |
| Einwohner                 | 398                     | 518                     | 522                     | 381                     | 386                     | 366                     | 372                     | 438                     | 539                     | 517                     | 625                     | 648                     |
| Quelle: Cassini und INSEE |                         |                         |                         |                         |                         |                         |                         |                         |                         |                         |                         |                         |

## Verkehr
Der Ort verfügt über einen im freien Feld gelegenen Haltepunkt an der Bahnstrecke Chartres–Bordeaux (Magny-Blandainville), der im Regionalverkehr mit TER-Zügen bedient wird.

## Sehenswürdigkeiten

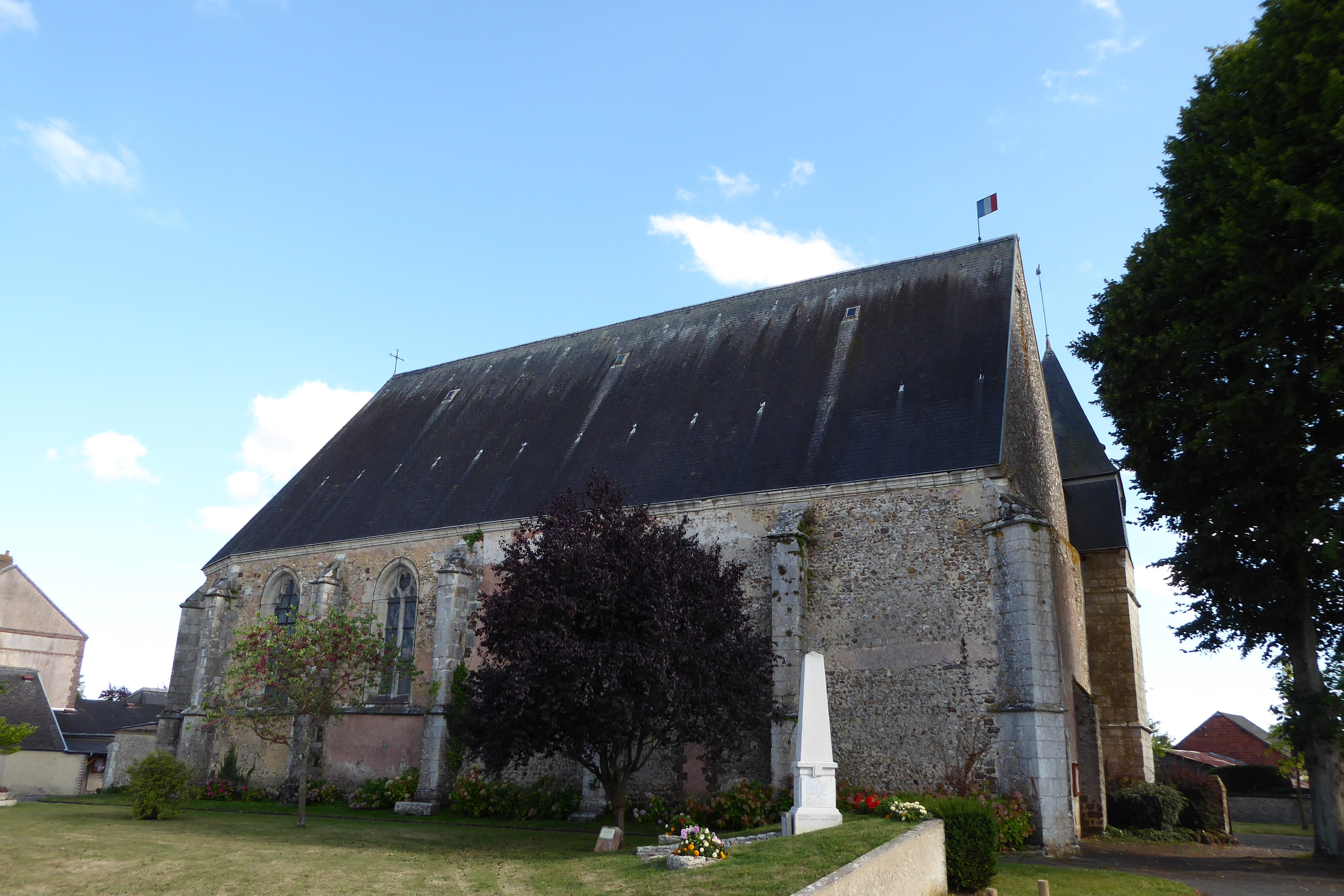
Kirche Saint-Didier

- Kirche Saint-Didier